# Caranx vinctus
 Caranx vinctus és un peix teleosti de la família dels caràngids i de l'ordre dels perciformes.

## Morfologia
Pot arribar als 37 cm de llargària total.

## Distribució geogràfica
Es troba des de les costes de la Baixa Califòrnia fins al Perú.